# Akialoa de Lanai
L'akialoa de Lanai (Akialoa lanaiensis) és un ocell extint de la família dels fringíl·lids (Fringillidae).

## Hàbitat i distribució
Habitava esl boscos humids de muntanya de l'illa de Lanai, a les Hawaii.